# بيت زاهر (كشر)

تعديل مصدري - تعديل

بيت زاهر هي إحدى قرى عزلة انهم الشرق بمديرية كشر التابعة لمحافظة حجة، بلغ تعداد سكانها 164 نسمة حسب تعداد اليمن لعام 2004.